# Centre opérationnel d’analyse du renseignement maritime pour les stupéfiants
Le centre opérationnel d’analyse du renseignement maritime pour les stupéfiants (MAOC-N) est une agence internationale basée à Lisbonne dont l’objectif principal est la répression du trafic illicite de stupéfiants par voies maritime et aérienne dans l'Atlantique à destination de l'Europe et des côtes d'Afrique de l'Ouest 
.

## Création et pays signataires
Initialement proposée par la France en 2005  l’agence a été ouverte le 1er juillet 2007 avec son siège à Lisbonne. Les pays signataires sont l'Irlande, les Pays-Bas, l'Espagne, l'Italie, le Portugal, la France et le Royaume-Uni. Le MAOC-N est également ouvert aux 20 autres États membres européens.

## Missions
L’organisme est chargé de
- recueillir et évaluer des informations, afin d'aider à déterminer les meilleurs choix opérationnels en matière de lutte contre le trafic illicite de stupéfiants;
- renforcer le renseignement à travers l'échange d'informations entre les parties et, de manière appropriée avec Europol ;
- s'efforcer de veiller à la disponibilité des moyens des différents États membres, afin de faciliter les opérations d'interception.

## Ressources
Les pays coopérants au sein de cet organisme mettent en commun des moyens policiers, juridiques ainsi que militaires. En plus des sept pays signataires, cinq autres pays et deux organismes internationaux ont le statut d’observateurs ; La Grèce, l'Allemagne, les États-Unis, le Cap Vert et le Maroc ainsi que la Commission européenne et Europol 

## Bilan
De 2007 à 2009, l’organisme a permis d’identifier une centaine de navires suspects, et d’initier 87 opérations s’appuyant sur les moyens de 11 pays différents. 40 tonnes de cocaïne, et plus de 20 tonnes de haschich ont été interceptées lors de ces opérations.